# Bistum Toledo (Brasilien)
Das Bistum Toledo (lat.: Dioecesis Toletanus in Brasilia) ist eine in Brasilien gelegene römisch-katholische Diözese mit Sitz in Toledo im Bundesstaat Paraná. Es umfasst den westlichen Teil des Bundesstaates.

## Geschichte
Papst Pius XII. errichtete das Bistum am 20. Juni 1959 mit der Apostolischen Konstitution Cum venerabili  aus Gebietsabtretungen des Bistums Foz do Iguaçu und wurde dem Erzbistum Curitiba als Suffragandiözese unterstellt.
Teile seines Territoriums verlor es zugunsten der Errichtung folgender Bistümer:
- 16. Dezember 1965 an das Bistum Guarapuava;
- 5. Mai 1978 an die Bistümer Cascavel und Foz do Iguaçu.

Am 16. Oktober 1979 wurde es Teil der Kirchenprovinz des Erzbistums Cascavel.

## Bischöfe von Toledo
- Armando Círio OSI (14. Mai 1960 – 5. Mai 1978, dann Bischof von Cascavel)
- Geraldo Majella Agnelo (5. Mai 1978 – 4. Oktober 1982, dann Erzbischof von Londrina)
- Lúcio Ignácio Baumgaertner (2. Juli 1983 – 27. Dezember 1995, dann Erzbischof von Cascavel)
- Anuar Battisti (15. April 1998 – 29. September 2004, dann Erzbischof von Maringá)
- Francisco Carlos Bach (27. Juli 2005 – 3. Oktober 2012, dann Bischof von São José dos Pinhais)
- João Carlos Seneme CSS (seit 26. Juni 2013)